# Noordelijke renaissance
Noordelijke renaissance of renaissance van het noorden is de aanduiding voor een meestal onduidelijk afgebakende kunsthistorische periode in de Nederlanden en andere landen in Noord-Europa. De term is eigenlijk een vertaling van het in de Angelsaksische kunsthistorisch literatuur aangewende "Northern Renaissance" en kan nogal uiteenlopende ladingen dekken:
1. Een kunststroming in het noorden van Europa die zich in de periode tussen ca. 15e tot ca. 16e eeuw ontwikkelde onder invloed van de Italiaanse hoogrenaissance en streeft naar een herleving van de kunst van de klassieke oudheid.
2. Een kunststroming in de 15e en vroege 16e eeuw waarin voornamelijk de schilderkunst en met name die van de Vlaamse Primitieven een centrale plaats inneemt. Deze stroming kenmerkt zich doordat zij zich op een aantal vlakken losmaakt van de laatmiddeleeuwse beeldende kunst en cultuur. De stroming wordt gekenmerkt door een groot naturalisme en een zeer uitgesproken technisch raffinement. In de traditionele zienswijze is deze stroming een noordelijke tegenpool van de Italiaanse (met name Florentijnse) vroegrenaissance, de zogenaamde kunst van het quattrocento.

Deze betekenis wordt tegenwoordig als minder accuraat beschouwd en er zijn al herhaaldelijk stemmen opgegaan om de term in deze betekenis definitief te vervangen door ars nova (naar analogie met een periode in de muziekgeschiedenis). Het voornaamste struikelblok om de noordelijke kunst uit de 15e eeuw als "Noordelijke renaissance" aan te duiden is het ontbreken van een duidelijke en algemene belangstelling voor de kunst en cultuur van de klassieke oudheid. Nochtans bevat de kunst uit deze periode wel veel vernieuwende elementen die het met de Italiaanse renaissance gemeen heeft en die een duidelijke breuk met de middeleeuwen inhouden.
Men zou hier dan ook eerder kunnen spreken van een "naissance" dan van een "re-naissance".
In dit artikel zal de "Noordelijke renaissance" worden besproken zoals afgebakend in punt 1.

## Ontstaan en verspreiding
De specifieke term 'renaissance' (of 'rinascita') werd voor het eerst gebruikt door de Italiaanse kunsthistoricus Giorgio Vasari in zijn Le Vite (1550) om het werk van een aantal kunstenaars te beschrijven. Volgens hem was er sprake van een opleving in de kunst na een lange periode van verval na de val van het Romeinse Rijk. Pas in de negentiende eeuw werd de term gebruikt om de periode en de cultuur van het vroegmoderne Europa (1500-1700) te beschrijven.
Op het Italiaanse schiereiland begon deze herontdekking van het erfgoed uit de oudheid al in de wetenschap en literatuur van de 14e eeuw vorm te krijgen. Een bewuste oriëntering op de beeldende kunsten van de oudheid voltrok zich pas in de loop van de 15e eeuw, aanvankelijk vooral in Florence, maar later ook in Rome en in Noord-Italië. Rond 1500 begint de periode die men in de kunsthistorische literatuur als de hoogrenaissance is gaan beschouwen. In die periode werd de kunst gedomineerd door Leonardo da Vinci, Michelangelo en Rafael. Pas vanaf dit moment verkreeg de kunst van de Italiaanse renaissance een algemene Europese uitstraling, terwijl in de periode die er aan voorafgaat de kunst in haast geheel Europa sterk door die van de Bourgondische Nederlanden en met name die van de Vlaamse Primitieven werd gedomineerd. Ook op het gebied van de bouwkunst, beeldhouwkunst en de decoratieve kunsten hield men in de meeste plaatsen buiten Italië nog vast aan de vormentaal van de laatgotiek en dit tot diep in de 16e eeuw. De ontwikkeling van de boekdrukkunst maakte onder meer een verdere verspreiding van het humanisme mogelijk, dat ook in Italië ten grondslag had gelegen aan de renaissance. Hierdoor nam de interesse voor het erfgoed van de klassieke oudheid overal in Europa toe.
Pas vanaf circa 1500 gingen kunstenaars in Duitsland, Frankrijk, de Nederlanden en elders in Noord-Europa duidelijk onder invloed komen van de voorbeelden uit de Italiaanse renaissance. Het is vanaf dat moment dat men met recht kan spreken van een "Noordelijke renaissance".

### Duitsland en de Nederlanden
Een pionier is zeker Albrecht Dürer geweest die al in het laatste decennium van de 15e eeuw Venetië bezocht en er werd beïnvloed door schilders als Giovanni Bellini en Andrea Mantegna. Bovendien verspreidde Dürer zijn vernieuwende vormentaal door middel van de talloze houtsnedes en gravures die hij uitgaf. Op dit vlak werd hij in de Nederlanden nagevolgd door de schilder en prentmaker Lucas van Leyden die eveneens door de verspreiding van zijn prenten een grote invloed ging uitoefenen.
Belangrijke schilders als Jan Gossaert en Bernard van Orley introduceerden al vroeg decoratieve elementen en motieven uit de Italiaanse renaissance in hun werk. Vaak ging het om motieven die waren ontleend aan de sculptuur en bouwkunst uit de klassieke oudheid. Gossaert had trouwens in 1508 Italië bezocht waar hij belangrijke tekeningen gemaakt had naar gebouwen en sculpturen uit de oudheid. Hij was ook verantwoordelijk voor de eerste mythologische taferelen met klassiek aandoende naakten die benoorden de Alpen door een niet-Italiaanse schilder werden vervaardigd.
In de Nederlanden en Duitsland speelde ook de invloed van het huis Habsburg een grote rol. Keizer Karel V en andere vooraanstaande leden van zijn dynastie verbleven regelmatig in steden zoals Brussel, Gent, Mechelen of Augsburg en oefenden er een opzienbarend mecenas uit.
De klassieke stijl uit de Romeinse keizertijd waarop de hoogrenaissance in belangrijke mate was gebaseerd, was natuurlijk uitermate geschikt om de macht en het prestige van het keizerlijke gezag van de Habsburgers uit te drukken. Bovendien waren in de eerste helft van de 16e eeuw een aantal belangrijke Italiaanse Mecenassen, zoals de Medici uit Florence, de Doria's uit Genua en de Gonzaga's uit Mantua, vazallen van de keizer. Door de intense politieke, militaire en commerciële contacten met deze hoven konden de artistieke evoluties aldaar op de voet worden gevolgd. Kunstenaars als Barend van Orley en Michiel Coxie waren bijvoorbeeld voor de Habsburgers werkzaam.

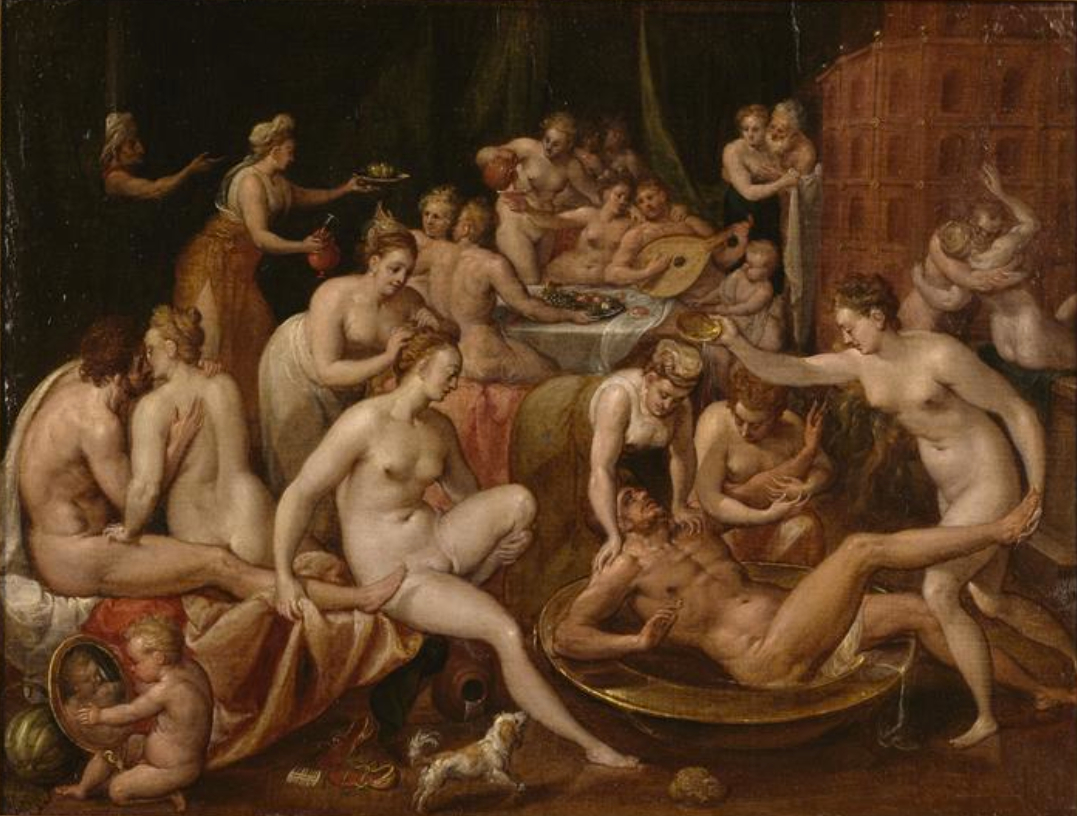
Feest van de Goden, 1570, Bernaert de Rijckere (c. 1535 – 1590)

Ook voor de rest van Noord-Europa speelden de steden in het zuiden van Duitsland en in de Nederlanden een voorbeeldrol. Vanuit deze belangrijke handelscentra zal de "Noordelijke renaissance" - die al snel een eigen karakter verwerft - zich verder verspreiden. Onder meer de ontwikkeling van de prentkunst ging in de verspreiding van de nieuwe stijl een belangrijke rol spelen. In de loop van de 16e eeuw zal een studiereis naar Italië voor de meeste kunstenaars uit het noorden een absolute must worden. Door deze training in het buitenland gaan kunstenaars meer en meer vertrouwd raken met de geest van de renaissance uit Italië die ze in het noorden verder zullen uitdragen.
Kunstenaars als Cornelis Floris de Vriendt en Hans Vredeman de Vries oefenden tot in de 17e eeuw een grote invloed uit in Duitsland, Scandinavië en Centraal-Europa. De verspreiding van hun specifieke stijl die in de bouwkunst, beeldhouwkunst en decoratieve kunsten grote weerklank vond hadden ze te danken aan de prenten die ze op grote schaal hebben geproduceerd en die in heel Europa verspreid geraakten.
Op het gebied van de schilderkunst kenden de prenten ontworpen door Maarten van Heemskerck en Maarten de Vos een grote navolging in Noord- en Oost-Europa. Deze prenten dienden er vaak als model voor schilders en andere kunstenaars. Een belangrijk middelpunt van renaissancecultuur in Centraal-Europa was het hof van de Habsburgse keizer Rudolf II in Praag. Hier waren buiten een schare Italiaanse kunstenaars en ambachtslui ook heel wat schilders uit de Nederlanden aanwezig, zoals Egidius Sadeleer en de Antwerpenaar Bartholomeus Spranger.

### Frankrijk
De introductie van de renaissance in Frankrijk staat ietwat los van de andere Noord-Europese landen en werd gedomineerd door het mecenaat van de Franse koningen, met name Frans I, die Italiaanse kunstenaars aan hun hof uitnodigden (waaronder Leonardo da Vinci, Rosso Fiorentino en Francesco Primaticcio. Vanuit het Franse hof ontwikkelde zich het Franse maniërisme van de zogenaamde School van Fontainebleau die op haar beurt weer invloed ging uitoefenen in Frankrijk en daarbuiten.

## Architectuur

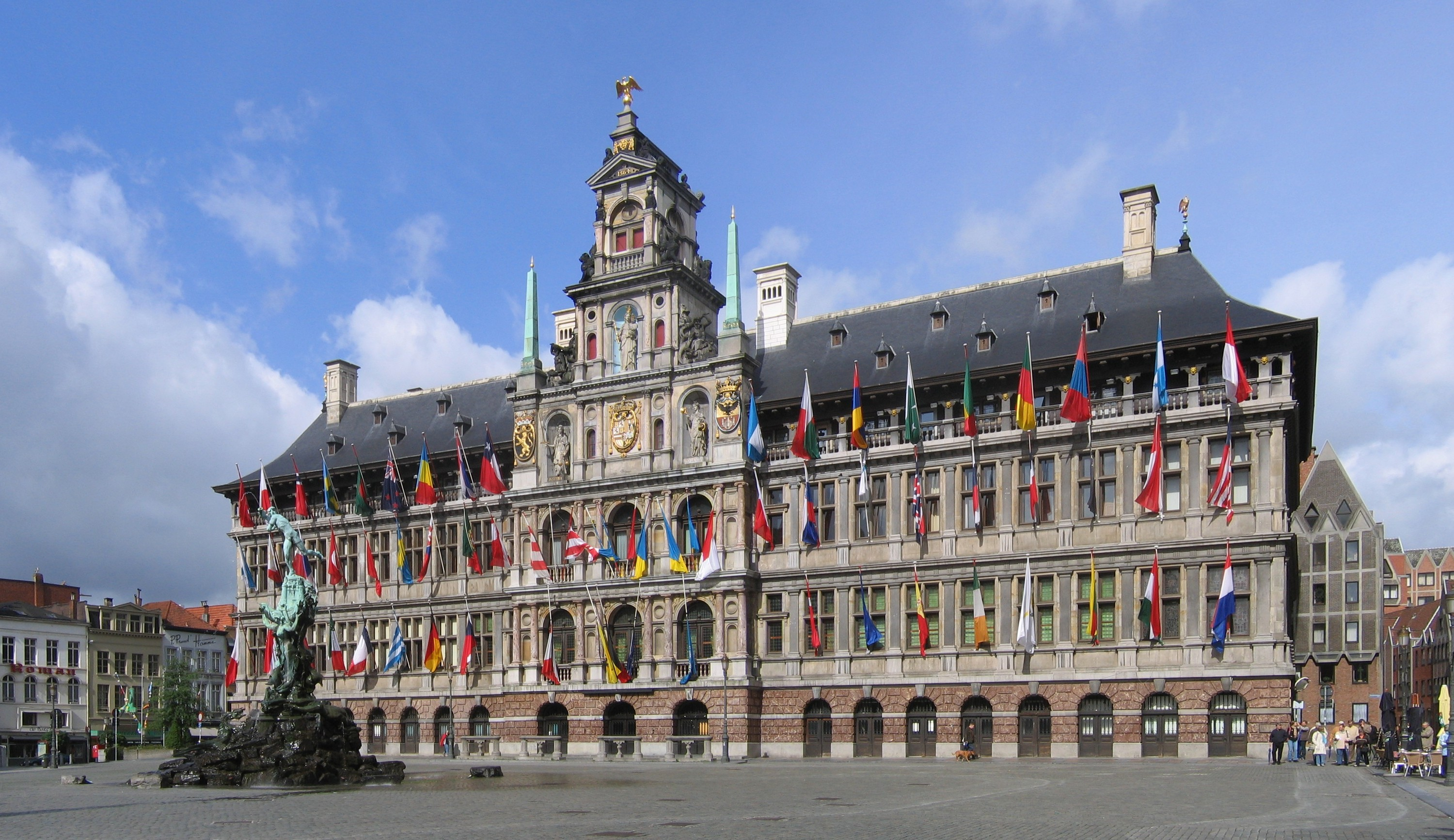
Het stadhuis van Antwerpen

Voorbeelden uit de bouwkunst zijn:

### Nederlanden
- Stadhuis van Gent in Gent
- Stadhuis van Antwerpen van Cornelis Floris
- Museum Plantin-Moretus in Antwerpen
- Renaissancestadhuis Halle in Halle
- Van Dalecollege in Leuven
- Paleis van de Prins-bisschoppen in Luik
- Portaal Sint-Jacobskerk in Luik
- Stadhuis van Leiden van Lieven de Key
- Vleeshal in Haarlem van Lieven de Key

### Frankrijk
- Kasteel van Anet
- Kasteel van Chambord
- Kasteel van Chenonceau
- Gevels van de "Cour carré" van het Louvre door Pierre Lescot
- Galerij van Frans I in het kasteel van Fontainebleau

### Duitsland
- Nieuwe vleugels van het Slot van de keurvorsten van de Palts in Heidelberg
- Fuggerhuis in Augsburg

### Polen
- Stadhuis van Zamość van Bernardo Morando
- Kasteel Wawel in Krakau van Bartolommeo Berrecci